# Le Rabat-joie

Le Rabat-joie est un téléfilm français écrit et réalisé par Jean Larriaga, diffusé en 1978.

## Synopsis
Louis Dupon est boulanger. Il mène une vie sans autre complication que d'avoir une épouse, Armance, qui plaît un peu trop aux hommes et deux enfants adolescents, Frédéric et Irène, qui ruent un peu trop dans les brancards. Mais un jour il est désigné pour être juré en cour d'assises. Sa vie va s'en trouver bouleversée.

## Fiche technique
- Titre : Le Rabat-joie
- Réalisation, scénario et dialogues : Jean Larriaga
- Musique : Laurent Petitgirard
- Photographie : Jacques Assuérus
- Son : Fernand Janisse
- Société de production : France 3
- Diffusion : 28 juin 1978 (FR3)

## Distribution
- Claude Piéplu : Louis Dupon
- Claire Maurier : Armance Dupon
- Roselyne Villaumé : Irène Dupon
- Frédéric Révérend : Frédéric Dupon
- Francis Lax : Duran
- Jacques Villeret : Léon
- Olivier Bousquet : Yves
- Robert Dalban : le clochard
- Charlotte Julian : Le libraire